# Jenő Dalnoki
Jenő Dalnoki (ur. 12 grudnia 1932 w Budapeszcie, zm. 4 lutego 2006 tamże) – węgierski piłkarz grający na pozycji obrońcy, trener, medalista igrzysk olimpijskich.
Wystąpił w 14 meczach reprezentacji narodowej, m.in. miał udział w dwóch wysokich zwycięstwach nad Polską (5:1 w Warszawie w czerwcu 1952 i 4:1 w Budapeszcie w lipcu 1956). Uczestniczył w dwóch olimpiadach – w Helsinkach w 1952 sięgnął po złoto, w Rzymie w 1960 po brąz. Bronił barw klubu Ferencvárosi Budapeszt, wraz z którym dotarł do finału Pucharu Miast Targowych w 1965; w meczu finałowym, w którym węgierski klub pokonał Juventus F.C. 1:0, Dalnoki nie wystąpił.
Po zakończeniu kariery sportowej pracował jako trener. Kilkakrotnie prowadził swój dawny klub Ferencvárosi (1970, 1973-1978, 1985-1987), sięgając po mistrzostwo Węgier (1975) i dwa Puchary Węgier (1974, 1978). Doprowadził klub do finału Pucharu Europejskich Zdobywców Pucharów w 1975; w decydującym meczu Węgrzy nie sprostali ekipie Dynama Kijów (0:3), prowadzonej przez Walerego Łobanowskiego.